# 시라오이역
시라오이역(일본어: 白老駅 しらおいえき[*])은 일본 홋카이도 시라오이 군 시라오이정에 위치한 홋카이도 여객철도 무로란 본선의 철도역이다. 역 번호는 H23이며, 단선 · 섬식의 형태를 합친 2면 3선 구조의 복합 승강장을 갖춘 지상역이다.

## 역 주변
- 국도 제36호선
- 도오 자동차도 시라오이 나들목
- 도마코마이 신용금고 · 무로란 신용금고 · 홋카이도 은행 시라오이 지점
- 시라오이 온천
- 시라오이 강
- 아이누 민족 박물관

## 역사
- 1892년 8월 1일 : 홋카이도 탄광 철도의 역으로서 개업. 일반역. 기관고 설치.
- 1906년
  - 1월 25일 : 시라오이 기관고 폐지.
  - 10월 1일 : 홋카이도 탄광 철도의 철도 노선 국유화에 의해, 일본국유철도로 이관.
- 1917년경 : 역 뒤부터 시라오이 강까지 사리지선 부살.
- 1934년 12월 : 역사 개축.
- 1969년 11월 : 과선교 설치.
- 1982년 11월 15일 : 화물 취급 폐지.
- 1984년
  - 2월 1일 : 소화물 취급 폐지.
  - 4월 1일 : 업무위탁역화.
- 1987년
  - 4월 1일 : 일본국유철도 분할 민영화에 의해, 홋카이도 여객철도가 승계.
  - 9월 1일 : 역사 개축
- 1989년 4월 1일 : 이용자 증가에 의해 업무위탁역 폐지, JR 홋카이도의 직영으로 한다.

## 인접 역
| 홋카이도 여객철도 무로란 본선 | 홋카이도 여객철도 무로란 본선 | 홋카이도 여객철도 무로란 본선 |
| ----------------------------- | ----------------------------- | ----------------------------- |
| H 24 하기노 오샤만베 방면     | ■ 무로란 본선                 | 샤다이 H 22 도마코마이 방면   |